# غواصة يو بي-45
يو بي-45 غواصة ألمانية من فئة يو بي2 خدمت في البحرية الإمبراطورية الألمانية خلال الحرب العالمية الأولى. خدمت في البحر الأبيض المتوسط والبحر الأسود، وقد غرقها بلغم في نوفمبر 1916.